# Gerhard Trede
Gerhard Trede (* 17. Januar 1913 in Hamburg; † 30. September 1996 in Hamburg) war ein deutscher Komponist, der mit seiner umfangreichen und vielfältigen Filmmusik vor allem auch in den USA bekannt wurde. Als Hauskomponist der UFA Wochenschau fertigte er, z. T. unter dem Künstlernamen Victor Cavini, ein über 3.000 Werke umfassendes Musikarchiv an, welches auch heute noch für diverse Filme, Serien, Produktionen und Videospiele verwendet wird. 1996 wurde ihm für sein Lebenswerk das Verdienstkreuz am Bande verliehen. Er starb am 30. September 1996 an einem Herzversagen in der Asklepios Klinik Barmbek, Hamburg. Zusammen mit seiner Frau stellte er die finanziellen Mittel für die Gerhard Trede Stiftung zur Verfügung.

## Leben
Gerhard Trede wurde am 17. Januar 1913 in Hamburg als Sohn einer gutbürgerlichen Familie geboren. Seine Eltern legten großen Wert auf eine musikalische Erziehung und so begann Gerhard Trede früh mit dem Geigenunterricht. Neben seiner Musikaffinität war seine Schulzeit von vielen sportlichen Erfolgen geprägt. Nach dem Schulabschluss begann Trede ein siebenjähriges Musikstudium. Er zeichnete sich durch ein breites, stilübergreifendes musikalisches Interesse aus. Nach dem Abschluss arbeitete Gerhard Trede von 1952 bis 1982 als Hauskomponist der UFA Wochenschau sowie der Neuen Deutschen Wochenschau. Seine Kompositionen dienten der Untermalung von Nachrichtensendungen, welche Kinovorstellungen vorgeschaltet wurden.
Diese 30 Jahre stellten Gerhard Tredes produktivste Schaffensphase dar: Pro Jahr schrieb er bis zu 100 Titel. Dabei entstand ein facettenreiches Gesamtwerk, das mit über 3000 Kompositionen Musiken aller Stilrichtungen und verschiedenster instrumentaler Zusammensetzungen umfasst und dank seiner thematischen Kategorisierung und Zugänglichkeit bis heute Grundstock vieler Dokumentarfilme, Produktionen und Serien ist. Einige dieser Titel wurden unter seinem Künstlernamen Victor Cavini veröffentlicht. Das kompositorische Werk umfasst neben diversen Werken für Film und Fernsehen auch sinfonische Musik (z. B. „Ein Leben“ oder „Violinkonzert in g-moll“), Pop- und Unterhaltungsmusik. Bemerkenswert ist die Tatsache, dass Trede selbst über 50 Instrumente spielte und diese z. T. für Studioaufnahmen eigenständig einspielte. Die Instrumente sowie die entsprechenden Tonsprachen und Spielweisen brachte er von seinen Reisen aus verschiedenen Ländern mit.
In seinen letzten Lebensjahren komponierte Gerhard Trede die Elegie „Nie wieder Krieg“ – zur Verarbeitung seiner Erlebnisse als Soldat im Zweiten Weltkrieg. Sie ist als Aufruf an die Menschheit gegen die Schrecken des Krieges zu verstehen. 1996 wurde Gerhard Trede in Anerkennung der um Volk und Staat erworbenen besonderen Verdienste das Verdienstkreuz am Bande verliehen. Im selben Jahr verfügten Gerhard und Elsa Trede, dass ihr Nachlass sowie die zukünftigen Erträge aus der Verwertung der Rechte an Gerhard Tredes kompositorischem Gesamtwerk in die Gerhard Trede Stiftung fließen sollen. Am 30. September 1996 starb Gerhard Trede. Die Stiftung wurde 1999 von der Stadt Hamburg genehmigt; ihr Zweck ist besonders die Förderung der Kunst im Bereich der Musik. Seit 2022 veröffentlicht die Trede Stiftung bisher unveröffentlichte Kompositionen auf dem stiftungseigenen Label. 
Gerhard Trede ruht auf dem Friedhof Ohlsdorf. Die verwaiste Grabstätte liegt am Prökelmoorteich.

## Werke (Auswahl)
- Dombummel (Spongebob Schwammkopf)
- Vergnügungspark (Spongebob Schwammkopf)
- Zelle 501–503 (Spongebob Schwammkopf)
- Klangbilder unserer Zeit (Österreich I)
- Jolly Days (Fallout 3)
- Fox Boogie (Fallout 3)
- Nie wieder Krieg
- Strahlende Trompete (Fallout: New Vegas)
- Electronic Sidewalk (Studienprogramm Chemie)